# Rémi Barry
Rémi Oumar Barry (Tremblay-en-France, 27 agosto 1991) è un ex cestista francese.